# کهنه‌سرباز (فیلم ۲۰۱۱)
کهنه سرباز (به انگلیسی: The Veteran) یک فیلم اکشن بریتانیایی محصول سال ۲۰۱۱ به کارگردانی متیو هوپ و بازی توبی کبل، برایان کاکس، تونی کارن و آدی بیلسکی است.

## داستان
رابرت میلر، یک کهنه سرباز، در جنگ افغانستان وقتی به خانه خود در جنوب لندن برمی‌گردد، و توسط گروهی جوان مسلح که شامل یک گانگستر مواد مخدر می‌شوند به میلر پیشنهاد کار می‌دهند، اما وی پیشنهاد کار را رد می‌کند؛ و همین امر باعث خشم گروه گانگستر می‌شود.